# Iain Morrison
Pour les articles homonymes, voir Morrison.
Pas d'image ? Cliquez ici

a Compétitions nationales et continentales officielles uniquement.

b Matchs officiels uniquement.
Dernière mise à jour le 19 mai 2025.
Iain Morrison, est né le 14 décembre 1962 à Linlithgow (Écosse). C'est un joueur de rugby à XV qui a joué avec l'équipe d'Écosse, évoluant au poste de troisième ligne aile.

## Carrière
Iain Morrison connaît sa première cape internationale à l'occasion d'un test match le 16 janvier 1993 contre l'équipe d'Irlande. Il dispute son dernier test match le 11 juin 1995 contre l'équipe de Nouvelle-Zélande.
Morrison a participé à la Coupe du monde de 1995 (3 matchs).

## Palmarès
- 15 sélections (+ 1 non officielle)
- Sélections par années : 4 en 1993, 2 en 1994, 9 en 1995
- Tournois des Cinq Nations disputés: 1993, 1994, 1995